# 原田惠太
原田 惠太（はらだ けいた、1980年1月20日 - ）は、日本のマルチクリエイター・デザイナー・プランナー・プロデューサー。Relaxx Direction.代表＆クリエイター/sun&breeze&sea.アートディレクター＆プロデュース

## 人物
双子の長男として生まれる。
埼玉県越谷市の病院で生まれ、4歳までは東京の西馬込で育ち、5歳になる前に埼玉へ家族共に引っ越し、そのまま埼玉で過ごす。
小中高は、市内・県内の学校を卒業後、アパレル服飾専門学校の文化服装学院へ入学。
アパレルデザイン科・メンズデザインコースを卒業後は、国内メーカー株式会社モノーロ（旧：ヤマニ生産（株））にて、革小物、ベルトやバッグといった雑貨商品、プロダクトデザイン、企画営業のマネージャー業務、オリジナルブランドOROの立ち上げなど、12年経験し、2014年の春に独立、自身のクリエイション事業、Relaxx Direction.を立ち上げる。
現在は、プロダクトグッズ、アパレルのプロデュースやデザイン、ブランディング、グラフィック等を手がけながら、ライフスタイルブランド”sun&breeze&sea.”のアートワークやディレクターとして活動中。
カフェやライフスタイルショップとの、コラボレーションイベント「ヤドカリ」をプロデュース。フォトグラフィックアート「CALIFORNIA DAYS.」を手がけている。
銀座の「Basement GINZA」や鎌倉等のギャラリーやカフェでアート展も開催。文化服装学院の特別講師や、BAYFLOWのワークショップ講師、ワークショップ・アーティストのコーディネーターとしても活躍中。
ショップのロゴデザイン、看板デザイン、選挙に関するデザインやプロダクト制作、酒や食品のプロモーション企画や、キャスティング、ブランディングなども行い、クリエイションの幅は広い。
趣味は、サーフィン・スケートボードといったストリート＆横ノリ系。仕事の合間には、ブラジリアン柔術の道場 CARPE DIEM（青山）にも通い、心と体を整えている。